# Golemata Voda
Golemata Voda é um filme de drama norte-macedônico de 2004 dirigido e escrito por Ivo Trajkov. Foi selecionado como representante da hoje Macedônia do Norte à edição do Oscar 2005, organizada pela Academia de Artes e Ciências Cinematográficas.

## Elenco
- Saso Kekenovski
- Maja Stankovska